# Boca de Huérgano
Boca de Huérgano település Spanyolországban, León tartományban. Lakosainak száma 426 fő (2024).

## Földrajza
Boca de Huérgano Cervera de Pisuerga, Velilla del Río Carrión, Valderrueda, Prioro, Riaño, Burón, Posada de Valdeón, Camaleño és Vega de Liébana községekkel határos.

## Népesség
A település lakosságának változását az alábbi diagram mutatja:
| Lakosok száma | 609  | 571  | 604  | 540  | 519  | 503  | 470  | 464  | 438  | 426  |
|               | 2001 | 2004 | 2007 | 2009 | 2012 | 2014 | 2017 | 2019 | 2022 | 2024 |